# Dinka-Komitee
Das Dinka-Komitee (Dinka Committee) wurde von James Aguer Alic und anderen Angehörigen der südsudanesischen Ethnie der Dinka gegründet, um die Sklaverei im Sudan zu bekämpfen und im Nordsudan als Sklaven gehaltene Dinka zu befreien. Hierbei arbeitet das Komitee mit Dinka-Häuptlingen einerseits und „arabischen“ Nordsudanesen und der Zentralregierung in Khartum andererseits zusammen.

## Geschichte
Im Zuge des Sezessionskrieges im Südsudan kam es zur Verschleppung und Versklavung südsudanesischer Zivilisten durch Milizen aus Nordsudan. Insbesondere die Dinka waren von Sklavenjagden betroffen. James Aguer Alic erlebte selbst einen Überfall auf sein Dorf und floh daraufhin. In einem Flüchtlingslager in Khartum beschlossen er und andere Dinka 1989, sich für die Befreiung der Sklaven einzusetzen.
Bis 2003 hatte das Dinka-Komitee für schätzungsweise 2200 Sklaven die Freiheit erwirkt. Zugleich war James Aguer Alic wegen seiner Aktivitäten 33-mal verhaftet worden. Drei Komiteemitglieder wurden bei ihrer Arbeit getötet.
2003 erhielt James Aguer Alic den World's Children's Prize for the Rights of the Child, 2006 den Anti-Slavery Award. Im selben Jahr wurde die Zahl der durch das Komitee Befreiten auf 4000 geschätzt.

## Arbeitsweise
Aguer Alic und seine Mitstreiter reisten zunächst als Araber getarnt durch Darfur und Kurdufan, um Sklaven ausfindig zu machen und statistisch zu erfassen. Durch Verhandlungen mit lokalen Führern und Sultanen versuchten sie deren Freilassung zu erwirken. Manche dieser Führer waren entgegenkommend, andere reagierten mit Drohungen.
Nachdem die sudanesische Regierung die Existenz von Sklaverei lange bestritten hatte, gründete sie 1999 auf internationalen Druck hin das Komitee zur Abschaffung der Entführung von Frauen und Kindern (CEAWC). James Aguer Alic und seine Mitstreiter traten dieser Organisation bei und arbeiteten mit ihr zusammen. Dies brachte ihnen auch Kritik ein, da das CEAWC lediglich dazu diene, die Sklaverei weiterhin zu verschleiern und zu „Entführungen“ zu verharmlosen. Die CEAWC befreite nach eigenen Angaben 6000 Dinka-Sklaven, bis sie wegen Finanzproblemen 2006 ihre Tätigkeit einstellte.
Ferner steht das Dinka-Komitee mit der US-amerikanischen Organisation Christian Solidarity International in Kontakt, deren Programm zum Freikauf von Sklaven im Sudan nicht unumstritten ist.